# Meyerophytum
Meyerophytum (лат.) — род суккулентных растений семейства Аизовые (Aizoaceae), подсемейства Ruschioideae, произрастающий на территории Капской провинции Южно-Африканской Республики.

## Название
Родовое латинское (научное) название Meyerophytum было дано в честь Луи Г. Мейера (Louis G. Meyer, 1867-1958), немецкого священнослужителя, который в 1894 году отправился в ЮАР в качестве миссионера. Он активно занимался исследованием и сбором растений. Вторая часть названия, phyton, переводится с греческого как — «растение».
Из-за отсутствия официального русскоязычного названия рода в авторитетных источниках, вероятное произношение на русском языке может быть сформировано как «Мейерофитум».

## Ботаническое описание
Представители рода — компактные кустики невысокого роста, междоузлия хорошо видимы, а старые сухие листовые влагалища сохраняются. Листья супротивные, делятся на два вида: первая пара листьев сезона имеет шаровидную серо-зеленую форму; вторая пара объединяется на треть или половину своей длины, имеет более темно-зеленый оттенок и базальная часть последнего развивается в бумажную пергаментную оболочку, которая заключает первую пару листьев следующего сезона в период засухи.

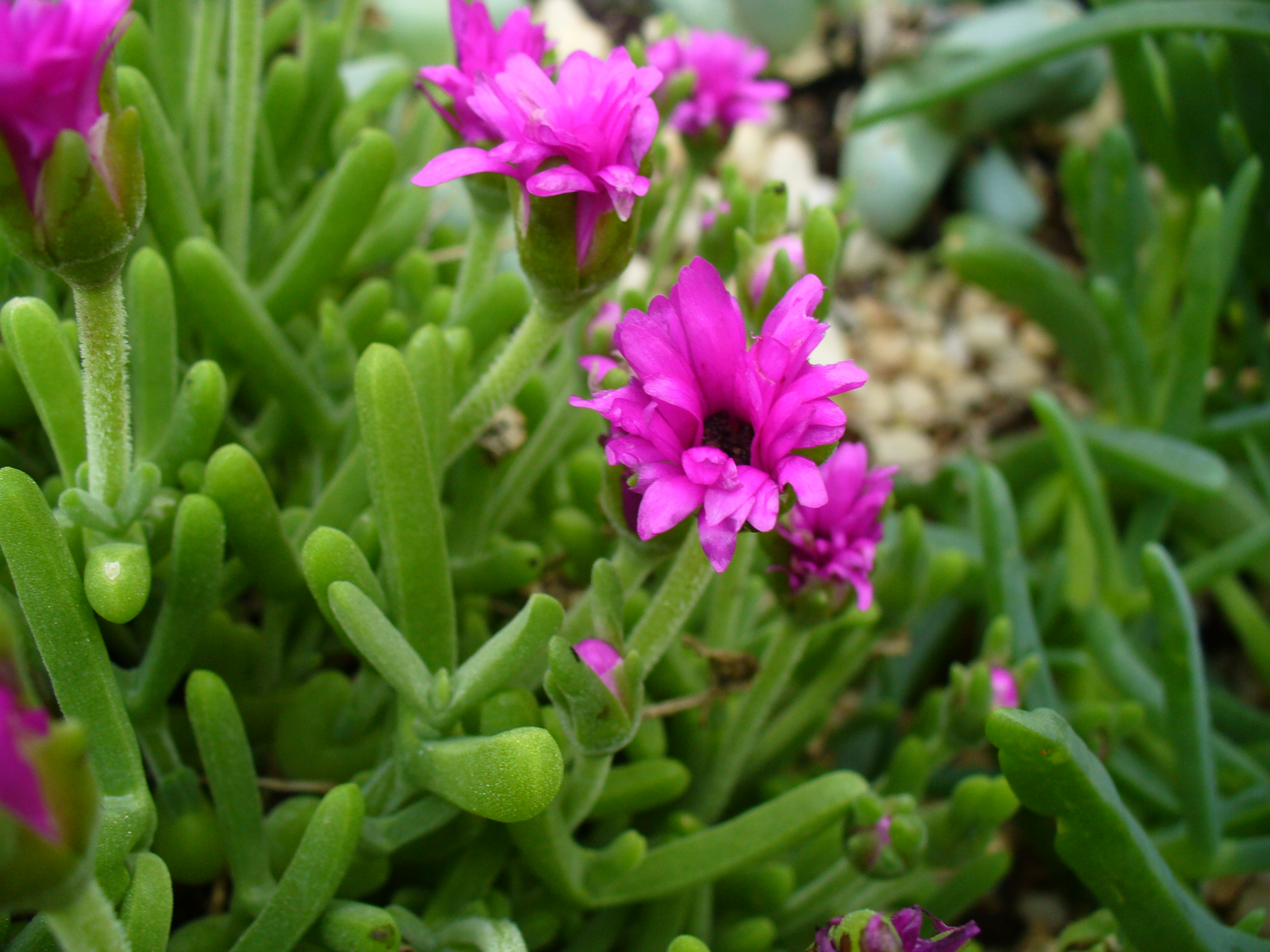
Цветки Meyerophytum meyeri

Цветки появляются поодиночке в верхней части растения на длинных цветоножках, выделяясь над парой длинных листьев. Их диаметр может достигать 40 мм. Цветки раскрываются в полдень и закрываются во второй половине дня. Чашелистиков 5, практически одинаковых по размеру. Лепестки образуют 3 или 4 ряда, они линейные и могут быть фиолетовыми или белыми. Тычинки стоят вертикально, внутренние имеют сосочковидные выросты у основания; стаминодии отсутствуют. Нектарник имеет зубчатое кольцо. Завязь цветка может быть плоской или вогнутой сверху; рыльца насчитывают 5, они широкие и перистые. Плод — 5-гнездная коробочка, схожая с плодами рода Mitrophyllum, но с глубоко вдавленными покровными оболочками, выделяющимися заметной дистальной выпуклостью; расширяющиеся кили плоские. Семена имеют яйцевидную или грушевидную форму и гладкую поверхность. 

## Таксономия
Meyerophytum Schwantes, первое упоминание в Möller's Deutsche Gärtn.-Zeitung 42: 436. (1927).

### Синонимы
- Depacarpus N.E.Br.

### Виды
Согласно данным сайта WFO Plantlist на июнь 2023 года, род состоит из 2 видов:
- Meyerophytum globosum (L.Bolus) Ihlenf.
- Meyerophytum meyeri (Schwantes) Schwantes typus

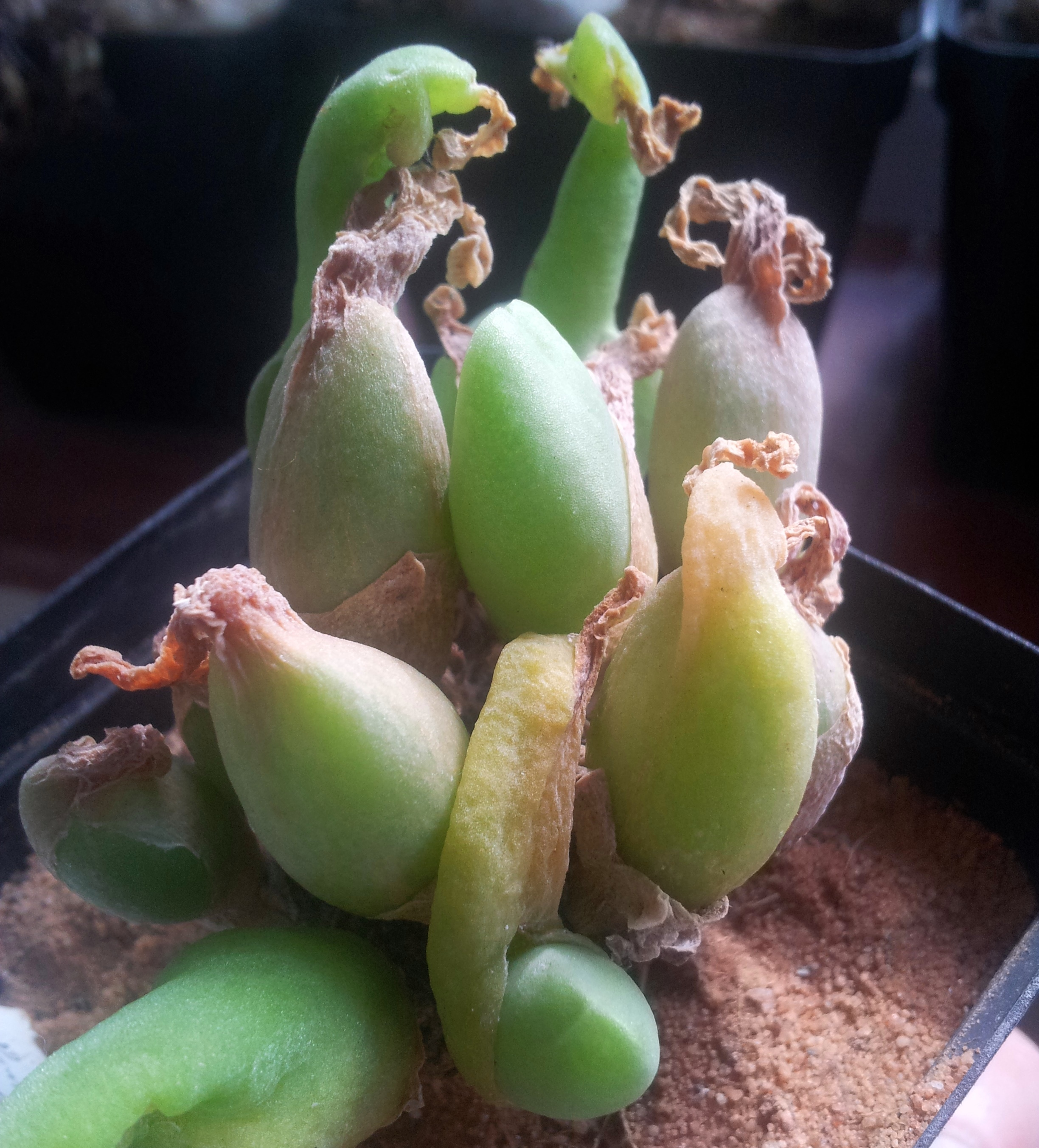
Meyerophytum globosum
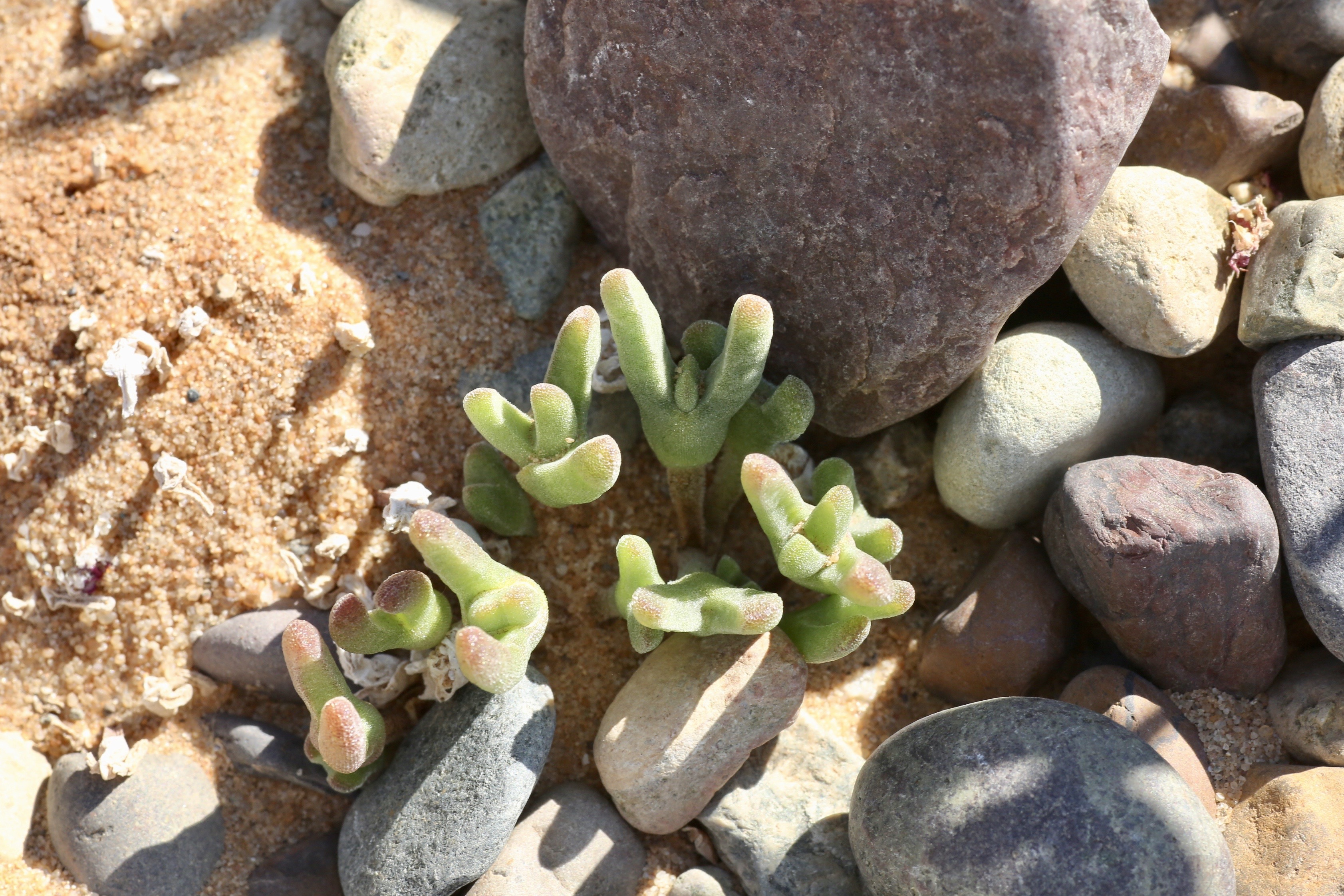
Meyerophytum meyeri